# Прапор Північної Ірландії

Прапор Ольстера

Юніон Джек

Прапор Святого Патрика. Є одним із символів Ірландії, після Акту про унію Великої Британії та Ірландії представляє Ірландію на прапорі Великої Британії

Прапор Північної Ірландії (англ. Flag of Northern Ireland або англ. Ulster Flag (прапор Ольстера)) складався з червоного хреста Св. Георгія (прапор Англії) з накладеним на нього шестикутною (за кількістю графств) зіркою, з зображеннями корони і «червоної руки» (історичний символ Ольстера). Уряд Великої Британії дарував його уряду Північної Ірландії у 1924 році, офіційно використовувався в 1953—1972 роках.
У 1973 році парламент Північної Ірландії був розпущений і прапор втратив офіційний статус. Зараз використовується спортсменами та командами, що представляють Північну Ірландію, лоялистськими збройними угрупованнями та протестантською громадою як неофіційний символ регіону; згідно з британськими законами, єдиним офіційним північноірландським прапором є Прапор Великої Британії. Періодично виникають дебати про необхідність затвердження нового офіційного прапора Північної Ірландії.